# Rio Dell
Rio Dell is een plaats in Humboldt County in Californië in de VS.

## Geografie
Rio Dell bevindt zich op 40°29′55″Noord, 124°6′20″West. De totale oppervlakte bedraagt 5,1 km² (2,0 mijl²) waarvan 4,55% water is.

## Demografie
Volgens de census van 2000 bedroeg de bevolkingsdichtheid 651,9/km² (1684,2/mijl²) en bedroeg het totale bevolkingsaantal 3174 als volgt onderverdeeld naar etniciteit:
- 85,63% blanken
- 0,16% zwarten of Afrikaanse Amerikanen
- 3,88% inheemse Amerikanen
- 0,38% Aziaten
- 0,03% mensen afkomstig van eilanden in de Grote Oceaan
- 5,73% andere
- 4,19% twee of meer rassen
- 10,81% Spaans of Latino

Er waren 1221 gezinnen en 830 families in Rio Dell. De gemiddelde gezinsgrootte bedroeg 2,59.

## Plaatsen in de nabije omgeving
De onderstaande figuur toont nabijgelegen plaatsen in een straal van 32 km rond Rio Dell.